# We Are Scientists
We Are Scientists er et indieband fra New York bestående af Keith Murray som forsanger og guitarist og Chris Cain som bassist

## Discografi
- Safety, Fun, and Learning (In That Order) (2002)
- With Love and Squalor (2005)
- Brain Thrust Mastery (2008)
- Barbara (2010)
- TV en Français (2014)